# Ireneusz Dąbrowski (ekonomista)
Ireneusz Dąbrowski (ur. 5 sierpnia 1973 w Opolu) – polski ekonomista i prawnik, doktor habilitowany nauk ekonomicznych, profesor nadzwyczajny Szkoły Głównej Handlowej w Warszawie, specjalista w zakresie problemów stabilności systemów, równowagi ogólnej oraz ekonomii ewolucyjnej, w latach 2005–2006 wicewojewoda opolski, w latach 2006–2007 wiceminister skarbu państwa, członek Rady Polityki Pieniężnej w kadencji 2022–2028.

## Życiorys
Ukończył studia w Szkole Głównej Handlowej w Warszawie oraz na Wydziale Prawa i Administracji Uniwersytetu Warszawskiego.
W trakcie studiów był działaczem samorządu studentów SGH, delegatem do Parlamentu Studentów RP, w latach 1998–1999 przewodniczył Akademickiemu Stowarzyszeniu Konserwatywno-Liberalnemu (połączonemu ze Stowarzyszeniem KoLiber).
Zatrudniony w Szkole Głównej Handlowej w Warszawie, gdzie w 2006 obronił rozprawę doktorską na temat teorii równowagi ogólnej Leona Walrasa, a w 2017 habilitował się na podstawie rozprawy pt. Mechanizmy sprzężeń zwrotnych a równowaga i dynamika systemu ekonomicznego. Był adiunktem, a następnie został profesorem nadzwyczajnym SGH. Objął funkcję kierownika Zakładu Ekonomii Monetarnej na tej uczelni. Wykładał także w Wyższej Szkole Ubezpieczeń i Bankowości w Warszawie.
W latach 2002–2005 był radnym warszawskiej dzielnicy Śródmieście, w której pełnił funkcję wiceprzewodniczącego Komisji Polityki Gospodarczej, Budżetu i Finansów. W 2004 kandydował bez powodzenia do Parlamentu Europejskiego z listy Prawa i Sprawiedliwości.
Od grudnia 2005 do 31 sierpnia 2006 pełnił funkcję wicewojewody opolskiego. Następnie do 16 lipca 2007 zajmował stanowisko podsekretarza stanu w Ministerstwie Skarbu Państwa. W 2018 objął funkcję redaktora naczelnego czasopisma naukowego „Bank i Kredyt”. W 2019 został dyrektorem Departamentu Badań Ekonomicznych Narodowego Banku Polskiego.
W lutym 2022 prezydent Andrzej Duda powołał go na członka Rady Polityki Pieniężnej na okres sześcioletniej kadencji.

## Wybrane publikacje
- Teoria równowagi ogólnej. Rys historyczny i obecny status w ekonomii, Oficyna Wydawnicza SGH, Warszawa 2009, ISBN 978-83-7378-422-2.
- Economics of Finance, Oficyna Wydawnicza SGH, Warszawa 2015, ISBN 978-83-65416-15-5.
- Mechanizmy sprzężeń zwrotnych a równowaga i dynamika systemu ekonomicznego, Oficyna Wydawnicza SGH, Warszawa 2016, ISBN 978-83-8030-060-6.
- Economics of Insurance, Oficyna Wydawnicza SGH, Warszawa 2016 (współautor A. Śliwiński), ISBN 978-83-65416-62-9.
- Finanse ubezpieczeń, Wydawnictwo Uniwersytetu Gdańskiego, Gdańsk 2020 (współautor M. Janowicz-Lomott, E. Spigarska, K. Łyskawa), ISBN 978-83-8206-105-5.
- Trust in generative artificial intelligence. Human-robot interaction and ethical considerations (współredaktor), Routledge, Nowy Jork 2025, ISBN 978-1-032-95794-4.